# أنساب الأشراف
أنساب الأشراف أضخم موسوعة في أنساب قبائل مضر وأخبارها. ليس في مكتبات العالم منه سوى نسختين، في الرباط واسطنبول. وأراد بالأشراف: قبائل مضر العربية الاسماعيلية، ومنهم عشيرة النبي محمد من بني عبد المطلب وعشيرة بني عبد شمس والملوك والشعراء والخلفاء الامويين والعباسيين. وهو كتابُ جمْعٍ وليس بكتاب تحقيق ألفه البلاذري أحمد بن يحيى بن جابر بن داود المتوفي سنة 278هـ.

## عن المؤلف
أحمد بن يحيى بن جابر بن داود البَلَاذُري: مؤرخ، جغرافي، نسابة، له شعر. من أهل بغداد. ولد سنة (190 هـ)، وتوفي سنة (278 هـ) وقيل أصيب
في آخر عمره بذهول شبيه بالجنون فشد بالبيمارستان إلى أن توفي..

## طبعات الكتاب
- طبعة دار الفكر، من تحقيق سهيل زكار ورياض الزركلي، صدرت سنة 1996م في بيروت.[2]